# Jun Takemura
Jun Takemura (jap. 竹村 純, Takemura Jun; * 16. August 1982) ist ein japanischer Badmintonspieler. 

## Karriere
Jun Takemura wurde 2006 und 2007 Dritter bei den nationalen Meisterschaften in Japan. Bei den Canadian Open 2007 belegte er Rang zwei im Herreneinzel. Sechs Jahre später wurde er in der gleichen Disziplin Zweiter bei den Osaka International 2013.